# Kabinett Laniel II

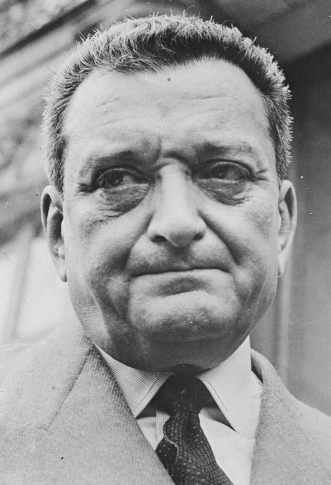
Joseph Laniel war zwischen 1953 und 1954 Premierminister

Das zweite Kabinett Laniel wurde in Frankreich am 28. Juni 1953 von Premierminister Joseph Laniel während der Amtszeit von Staatspräsident René Coty gebildet und löste das Kabinett Laniel I ab. Am 19. Juni 1954 wurde das Kabinett Laniel II vom Kabinett Mendès France abgelöst. Dem Kabinett gehörten Vertreter von Centre national des indépendants et paysans (CNIP), Parti républicain, radical et radical-socialiste (PRS), Mouvement républicain populaire (MRP), Union démocratique et socialiste de la Résistance (UDSR), Action républicaine et sociale (ARS), Rassemblement du peuple français (RPF) sowie Union des républicains d’action sociale (URAS) an.

## Minister
Dem Kabinett gehörten folgende Minister an:
| Amt                                                      | Name                        | Beginn der Amtszeit | Ende der Amtszeit |
| -------------------------------------------------------- | --------------------------- | ------------------- | ----------------- |
| Premierminister                                          | Joseph Laniel               | 16. Januar 1954     | 19. Juni 1954     |
| Vize-Premierminister                                     | Paul Reynaud                | 16. Januar 1954     | 19. Juni 1954     |
| Vize-Premierminister                                     | Henri Queuille              | 16. Januar 1954     | 19. Juni 1954     |
| Vize-Premierminister                                     | Pierre-Henri Teitgen        | 16. Januar 1954     | 19. Juni 1954     |
| Staatsminister für institutionelle Reformen              | Edmond Barrachin            | 16. Januar 1954     | 19. Juni 1954     |
| Staatsminister                                           | Édouard Corniglion-Molinier | 16. Januar 1954     | 19. Juni 1954     |
| Siegelbewahrer, Justizminister                           | Paul Ribeyre                | 16. Januar 1954     | 19. Juni 1954     |
| Außenminister                                            | Georges Bidault             | 16. Januar 1954     | 19. Juni 1954     |
| Innenminister                                            | Léon Martinaud-Déplat       | 16. Januar 1954     | 19. Juni 1954     |
| Minister für nationale Verteidigung und Streitkräfte     | René Pleven                 | 16. Januar 1954     | 19. Juni 1954     |
| Minister für Finanzen und Wirtschaft                     | Edgar Faure                 | 16. Januar 1954     | 19. Juni 1954     |
| Minister für nationale Bildung                           | André Marie                 | 16. Januar 1954     | 19. Juni 1954     |
| Minister für öffentliche Arbeiten, Verkehr und Tourismus | Jacques Chastellain         | 16. Januar 1954     | 19. Juni 1954     |
| Minister für Industrie und Handel                        | Jean-Marie Louvel           | 16. Januar 1954     | 19. Juni 1954     |
| Landwirtschaftsminister                                  | Roger Houdet                | 16. Januar 1954     | 19. Juni 1954     |
| Minister für die Überseegebiete                          | Louis Jacquinot             | 16. Januar 1954     | 19. Juni 1954     |
| Minister für Arbeit und soziale Sicherheit               | Paul Bacon                  | 16. Januar 1954     | 19. Juni 1954     |
| Minister für Wiederaufbau und Wohnungswesen              | Maurice Lemaire             | 16. Januar 1954     | 19. Juni 1954     |
| Minister für Veteranen und Kriegsopfer                   | André Mutter                | 16. Januar 1954     | 19. Juni 1954     |
| Minister für öffentliche Gesundheit und Bevölkerung      | Paul Coste-Floret           | 16. Januar 1954     | 19. Juni 1954     |
| Minister für Post, Telefonie und Telegrafie              | Pierre Ferri                | 16. Januar 1954     | 19. Juni 1954     |
| Minister für Beziehungen zu assoziierten Staaten         | Edouard Frédéric-Dupont     | 16. Januar 1954     | 19. Juni 1954     |